# Terabajt
Terabajt (skrót TB), tebibajt (skrót TiB) – jednostki używane w informatyce m.in. do określania rozmiaru największych pamięci masowych, zasobów plików i baz danych. Przedrostek tera pochodzi od greckiego słowa téras oznaczającego potwora; przedrostek tebi został utworzony sztucznie (zob. przedrostek dwójkowy).
Formalnie, terabajt oznacza bilion (1012) bajtów, natomiast tebibajt to 240 ≈ 1,1×1012 bajtów, zatem tebibajt jest jednostką nieznacznie większą od terabajta. Ze względów historycznych tebibajt jest jednostką używaną znacznie rzadziej, natomiast terabajt bywa rozumiany zarówno jako wielkość odpowiadająca formalnej definicji terabajta, jak i tebibajta.
Zgodnie ze standardem IEC 60027-2 w systemie przedrostków dwójkowych (binarnych) obowiązują zależności:
```
1 TiB = 1024
 
GiB
 = 1024 · 1024
 
MiB
 = 1024 · 1024 · 1024
 
kiB
 = 1024 · 1024 · 1024 · 1024
 
B
```

Powyższe przeliczenia znajdują zastosowania w określaniu rozmiaru plików i pojemności nośników danych. Natomiast w systemie przedrostków dziesiętnych SI jest następująco:
```
1 TB = 1000
 
GB
 = 1000 · 1000
 
MB
 = 1000 · 1000 · 1000
 
kB
 = 1000 · 1000 · 1000 · 1000
 
B
```

jednak w praktyce nowy standard (zaproponowany w roku 1998) jest rzadko przestrzegany i zarówno w opracowaniach pisemnych, jak i w mowie potocznej, przedrostki dziesiętne są nadal używane w zastępstwie binarnych. Brak jednoznaczności oznaczeń jest od dawna (tzn. od czasów poprzedzających ustanowienie standardu IEC 60027-2) wykorzystywany przez producentów pamięci masowych. Twarde dyski o pojemności 1 terabajta istotnie posiadają pojemność około 10004 bajtów, podczas gdy większość nabywców, nieznających ustandaryzowanej definicji terabajta i gigabajta, spodziewa się pojemności 1024 GiB, zamiast faktycznej 931 GiB = 0,91 TiB, co w rezultacie jest pojemnością aż o 9% mniejszą od spodziewanej.

## Terabajt w praktyce
- Odtworzenie filmów znajdujących się na płytach DVD o łącznej pojemności jednego terabajta zajęłoby około 18 dób.
- W dużej bibliotece wszystkie książki zawierają łącznie informacje rzędu terabajtów.